# Ondernemersfonds
Een ondernemersfonds is een gezamenlijke financiële positie van ondernemers in een gemeente of een bepaald gebied, zoals een bedrijventerrein of winkelcentrum. De middelen uit het fonds zijn vrij besteedbaar, en alle ondernemers dragen bij aan het fonds middels een verplichte heffing via de onroerendezaakbelasting of de reclamebelasting. In veel gevallen voeren bestaande ondernemersverenigingen de regie uit over de bestedingen die vanuit het fonds plaatsvinden.

## Bestedingen
De gelden uit het ondernemersfonds zijn vrij besteedbaar, en worden voor diverse doeleinden gebruikt, zoals:
- collectieve beveiliging en parkmanagement op bedrijventerreinen
- promotie van een winkelcentrum en uitvoeren van professioneel centrummanagement
- sfeerverlichting voor tijdens de feestdagen
- regio- en citymarketing
- onderwijs-arbeidsmarkt projecten (loopbaanoriëntatiedagen, bedrijfsbezoeken)

## Opkomst en verspreiding
Het oudste Ondernemersfonds van Nederland is dat van Leiden, opgericht in 2005. Dit gemeentebrede fonds is tot stand gekomen in onderlinge samenwerking tussen het Leidse centrummanagement, de ondernemersvereniging op het Bio Science Park en diverse ondernemersclubs gevestigd op de overige bedrijventerreinen. In het fonds gaat circa 1,8 miljoen euro aan investeringsgeld van ondernemers om. Bekende initiatieven die mede vanuit het fonds worden bekostigd zijn de Winter Wonder Weken met drijvende kerstmarkt, Technolab Leiden, het onthaal van Trix de Tyrannousaurus in de stad en de Lakenfeesten.
In navolging van Leiden zijn er op diverse andere plekken gemeentebrede ondernemersfondsen opgericht: Leeuwarden, Gouda (beide 2009), Groningen, Utrecht, Delft, Meppel (allen 2011), Helmond (2013), Vlaardingen, Bodegraven-Reeuwijk (beide 2014), Zwijndrecht (2016) en Heerlen (vanaf 2019). Gemeentebrede fondsen gebieden met een groot plattelandsgebied bestaan in onder andere Pijnacker-Nootdorp (2012), Heerenveen (2015), Súdwest-Fryslân (2016) en Westerveld (2017).

## Modellen van fondsvorming
In het land zijn twee bekende modellen bekend waarmee ondernemersfondsen worden gefinancierd.
- Gemeentebreed, via een opslag op de ozb voor niet-woningen (zogenaamd 'Leids model')
- Op basis van reclamebelasting, zowel gebiedsgericht als gemeentebreed inzetbaar

Er zijn ruim veertig gemeentebrede ondernemersfondsen actief in het land, van klein (Schiermonnikoog, fondsomvang circa 6.000) tot het grootste (Ondernemersfonds Utrecht, met een budget van ruim 11 miljoen per jaar). Fondsen op basis van reclamebelasting zijn eveneens over het hele land verspreid, naar schatting over de 100 fondsen.

## Oprichting
Het oprichten van een Ondernemersfonds is doorgaans een zaak van ondernemers. De gemeente speelt een faciliterende rol bij de komst van een ondernemersfonds. Enkel de gemeenteraad kan besluiten tot installatie van een Ondernemersfonds door aanpassing van de belastingtarieven (ozb of reclamebelasting). De raad gaat daar doorgaans enkel mee akkoord als de ondernemers aankomen met een goed beargumenteerd plan, een idee over de organisatie en aansturing van het fonds (gebiedsindeling, heffingsvariant, hoogte van de bijdrage, ambities en uitdagingen, bestedingsvoorstellen). Het uitschrijven van een grootschalige peiling of enquête is niet verplicht voor de komst van een fonds. Als de gemeente akkoord gaat, komt er een stichting die de gelden beheert. In een convenant worden de afspraken met de gemeente vastgelegd.